# Putumayo (folyó)
A Putumayo, Brazíliában Içá az Amazonas egyik bal oldali mellékfolyója. Jelentős víziút.

## Útvonala
A Putumayo az azonos nevű kolumbiai megyében ered az Andokban, a Nudo de los Pastos nevű hegyvidéken, Sibundoy község területén, mintegy 3000 méteres tengerszint feletti magasságban, majd dél–délkelet felé folyva eléri Ecuador Sucumbíos tartományát. Innentől kezdve a két ország határát alkotja, később Peru Loreto megyéje és Kolumbia között határt képezve kanyarog tovább. Hamarosan eléri a kolumbiai Amazonas megyét, végül Brazíliába belépve az Amazonasba torkollik. Brazíliában már portugál nevét, az Içát használják.

## Mellékfolyói
A Putumayo legjelentősebb mellékfolyója a kolumbiai szakaszon a Guamúez, a kolumbiai-ecuadori határon a Güeppi és a San Miguel, a kolumbiai-perui határon a Yavineto, a Campuya, a Cara Paraná, az Algodón, az Igara Paraná és a Yaguas, a brazil szakaszon pedig a Cotuhe és a Pureté.

## Története
Bár egy német tudós, Albert Frisch már az 1860-as években tett felfedezőutakat a környéken, 1879-ben a francia felfedező, Jules Crevaux lett az első, aki egy gőzhajóval felderítette a folyót. 1922-ben írták alá Limában azt a Salomón–Lozano-egyezményt, amely – lényegében lezárva az addigi kolumbiai–perui határvitákat – nagyrészt a Putumayo mentén rögzíti le a két ország határát.